# 辛弗林
辛弗林是一种膳食补充剂，可以帮助减少人体内的脂肪。尽管它的功能还存在争议，目前辛弗林已经成为了在美国更具争议的另一种膳食补充剂麻黄(Ephedra)的替代品。辛弗林主要是从一种水果苦酸橙(Citrus aurantium)中提取出来的。

## 功能
- 消耗脂肪
- 增加能量
- 增强代谢
- 帮助减肥

## 与苯福林（phenylephrine）的区别
辛弗林的羟基(C9H13NO2) 连在在苯环的第4个碳原子上，而苯福林的羟基连在在苯环的第3个碳原子上。这个分子结构的微小差别可以导致这两种化学物质的生物功能的显著差别。

## 外部連結
- 辛弗林 Synephrine （页面存档备份，存于） 中草藥化學圖像數據庫 (香港浸會大學中醫藥學院) （中文）（英文）